# Jakob Reumann
Jakob Reumann (né le 31 décembre 1853 à Vienne, mort le 29 juillet 1925 à Klagenfurt) est un homme politique social-démocrate autrichien, maire de Vienne et premier gouverneur de la nouvelle province de Vienne.

## Biographie
Jakob Reumann est le fils illégitime d'un médecin et d'une ouvrière. Il apprend la sculpture puis la tournure dans une fabrique de pipes en sépiolite et fonde le premier syndicat de l'entreprise. Après la fondation du Parti social-démocrate d'Autriche, il en est le secrétaire puis le rédacteur de son journal, l'Arbeiter-Zeitung.
En 1900, il devient membre du conseil municipal de Vienne après l'introduction du suffrage universel et égal puis en 1907 député du Reichsrat, en 1917 membre du conseil communal de Vienne. En 1918, il est député du Reichsrat du 22 octobre 1918 au 16 février 1919 sous la République d'Autriche allemande. Après la proclamation de la République, il accepte d'être provisoirement la présidence du conseil municipal et d'être maire adjoint, après les élections du 16 février au 19 mai 1919 est le premier maire social-démocrate de Vienne.
À l'entrée en vigueur de la Constitution le 10 novembre 1920, Vienne devient un des États d'Autriche et Reumann, le Landeshauptmann. Il est élu de Vienne au Conseil fédéral et est son premier président jusqu'en 1921. Il négocie la séparation de Vienne et de la Basse-Autriche qui a lieu le 1er janvier 1922.
En tant que maire, Jakob Reumann applique une politique très sociale. Les réformes de « Vienne la rouge » portent principalement sur l'habitat urbain et la protection des locataires, le système de santé et de bien-être, les activités éducatives et récréatives. En 1923, il adopte un plan de logement prévoyant la construction de 25 000 logements sociaux en cinq ans.
Il lui arrive quelquefois de se disputer avec le gouvernement fédéral, même quand il est lui aussi social-démocrate, des conflits réglés par la Cour constitutionnelle. Ainsi en 1921, il soutient la représentation de La Ronde d'Arthur Schnitzler contre l'avis du ministère de l'Intérieur, Egon Glanz (de), la pièce a le droit d'avoir lieu. Il obtient aussi la création d'un crématorium à Vienne, le Feuerhalle Simmering (de), contre l'avis du ministre Richard Schmitz.
Le 13 novembre 1923, Jakob Reumann démissionne en tant que maire de Vienne et est fait citoyen d'honneur. Il devient président du Conseil fédéral en 1924 jusqu'à sa mort le 29 juillet 1925.
Il se fait incinérer au Feuerhalle Simmering et ses cendres sont déposées dans un cimetière honorifique. À Favoriten, la place où il habitait est rebaptisée Reumannplatz (de) puis on donne son nom à une rue, Reumannhof (de).